# Meringis bilsingi
Meringis bilsingi är en loppart som beskrevs av Eads et Menzies 1949. Meringis bilsingi ingår i släktet Meringis och familjen mullvadsloppor. Inga underarter finns listade i Catalogue of Life.